# 海星中学 (新加坡)
海星中学（Maris Stella High School，简称MSHS）是新加坡一所天主教男子中学校。它是新加坡的特别辅助计划学校之一。